# Epierus insularis
Epierus insularis är en skalbaggsart som beskrevs av Schmidt 1889. Epierus insularis ingår i släktet Epierus och familjen stumpbaggar. Inga underarter finns listade i Catalogue of Life.